# Елань (Башкортостан)
Ела́нь (баш. Ялан) — деревня в Белорецком районе Республики Башкортостан России. Входит в состав Ишлинского сельсовета. 
С 2005 года имеет современный статус, с 2007 года носит современное название.

## География

### Географическое положение
Расстояние до:
- районного центра (Белорецк): 70 км,
- центра сельсовета (Ишля): 10 км,
- ближайшей ж.-д. станции (Улу-Елга): 20 км.

## История
Поселок железнодорожников появился при строительстве Белорецкой узкоколейной железной дороги. В нём жили семьи тех, кто обслуживал инфраструктуру станции.
Статус деревня, сельского населённого пункта, посёлок получил согласно Закону Республики Башкортостан от 20 июля 2005 года № 211-з «О внесении изменений в административно-территориальное устройство Республики Башкортостан в связи с образованием, объединением, упразднением и изменением статуса населенных пунктов, переносом административных центров», ст.1:

6. Изменить статус следующих населенных пунктов, установив тип поселения: деревня:

5) в Белорецком районе:…

д) поселка станции Елань Ишлинского сельсовета
До 10 сентября 2007 года называлась деревней станции Елань.

## Население
| 2002 | 2009 | 2010 |
| ---- | ---- | ---- |
| 14   | ↘9   | ↘5   |

Национальный состав
Согласно переписи 2002 года, преобладающая национальность — башкиры (79 %).